# Heinz Schweizer
Heinz Schweizer (* 18. Juli 1908 in Berlin; † 5. Juni 1946 in Biesenthal) war ein deutscher Offizier der Luftwaffe der Wehrmacht, zuletzt im Dienstgrad Hauptmann. Schweizer gehörte ab etwa 1940 zu einem in Düsseldorf stationierten Bombenräumkommando, wo er 1945 etwa 100 bis 150 Zwangsarbeiter durch Lügen gegenüber seinen Vorgesetzten vor dem sicheren Tod bewahrte.

## Leben
Heinz Schweizer wurde 1908 in Berlin geboren, über seine Jugend ist nichts bekannt. In den 1930er Jahren wurde er Offizier, später in der 1935 neugegründeten Luftwaffe und meldete sich 1936 zum Einsatz im spanischen Bürgerkrieg bei der Legion Condor. Um 1940 kam Schweizer als Fachmann für Sprengstoffe als Leiter eines Bombenräumkommandos nach Düsseldorf-Kalkum und war mit seinen Kameraden für die Entschärfung und Beseitigung von Blindgängern zuständig. Ab 1942 wurde dieses Kommando durch Zuchthausinsassen verstärkt, ab 1943 durch anfangs etwa 50 Zwangsarbeiter aus dem KZ Buchenwald. Bei dieser lebensgefährlichen Arbeit kamen regelmäßig Beteiligte ums Leben. Für die Entschärfung zahlreicher Bomben der Entwicklung neuer Entschärfungsmethoden erhielt Schweizer 1943 das Ritterkreuz zum Eisernen Kreuz und wurde gleichzeitig durch die NS-Propaganda als „Mann mit den Stahlnerven“ stilisiert.
Zunächst in ein Forschungszentrum versetzt, kehrte Hauptmann (W) (das „W“ kennzeichnete ihn als Feuerwerker) Schweizer kurze Zeit später zum Kommando in Kalkum zurück und distanzierte sich zunehmend vom Nationalsozialismus. Im März 1945 sollte Schweizer etwa 100 bei einer Räumung beteiligte Zwangsarbeiter in ihr Lager nach Lüttringhausen zurückschicken, was deren sicheren Tod bedeutet hätte, da 60 weitere Häftlinge während eines Endphaseverbrechens dort ermordet wurden. Er verweigerte sich diesem Befehl und forderte unter dem Vorwand, noch mehr Personal zu benötigen, sogar noch 50 weitere Zwangsarbeiter an, mit denen er sich kurze Zeit später im Bergischen Land der US-Armee ergab.
Aufgrund von Aussagen ehemaliger Häftlinge und Zwangsarbeiter wurde Schweizer bereits im Sommer 1945 aus der Kriegsgefangenschaft freigelassen und kehrte zu seiner Familie nach Biesenthal bei Eberswalde in die sowjetisch besetzte Zone zurück. Dort wurde er am 5. Juni 1946 von einem betrunkenen sowjetischen Soldaten erschossen, genauere Umstände seines Todes sind nicht bekannt.